# Jurij Mjeń
Jurij Mjeń (ur. 14 maja 1727, zm. 22 października 1785) – serbołużycki pisarz. Studiował w Lipsku. W 1767 r. wydał pierwszą książkę świecką napisaną w języku łużyckim.